# Chiesa di Maria Vergine Assunta (Granozzo con Monticello)
La chiesa di Maria Vergine Assunta è la parrocchiale di Granozzo, frazione-capoluogo del comune sparso di Granozzo con Monticello, in provincia e diocesi di Novara; fa parte dell'unità pastorale di Novara Sud-Ovest.

## Storia
La prima citazione della chiesa di Sanctae Mariae de Granocio risale al 1150 ed è contenuta in un atto che menziona il rettore presbiter Nazarius; da un successivo documento del 1170 si apprende che questo luogo di culto era consacrato.
Nel 1568 il vescovo di Novara Giovanni Antonio Serbelloni, compiendo la sua visita pastorale, rilevò che la struttura versava in pessime condizioni e che era ormai compromessa.
Nei decenni successivi venne dunque costruita la nuova parrocchiale, la cui consacrazione fu impartita il 5 maggio 1596 dal vescovo Carlo Bascapè.
Originariamente la facciata era dotata di un portichetto sorretto da due colonne, il quale fu però demolito all'inizio del Novecento per una migliore circolazione lungo la strada antistante.

## Descrizione

### Esterno
La facciata della chiesa, rivolta a ponente, è suddivisa da una cornice marcapiano spezzata in due registri, entrambi scanditi da lesene; quello inferiore presenta centralmente il portale maggiore e una nicchia con statua e nelle due ali laterali gli ingressi seicondari e due finestre, mentre quello superiore è caratterizzato da una finestrella a lunetta e coronato dal timpano di forma triangolare dentellato.
Annesso alla parrocchiale è il campanile a base quadrata, eretto nel 1689, la cui cella presenta su ogni lato una bifora ed è coperta dal tetto a quattro falde.

### Interno

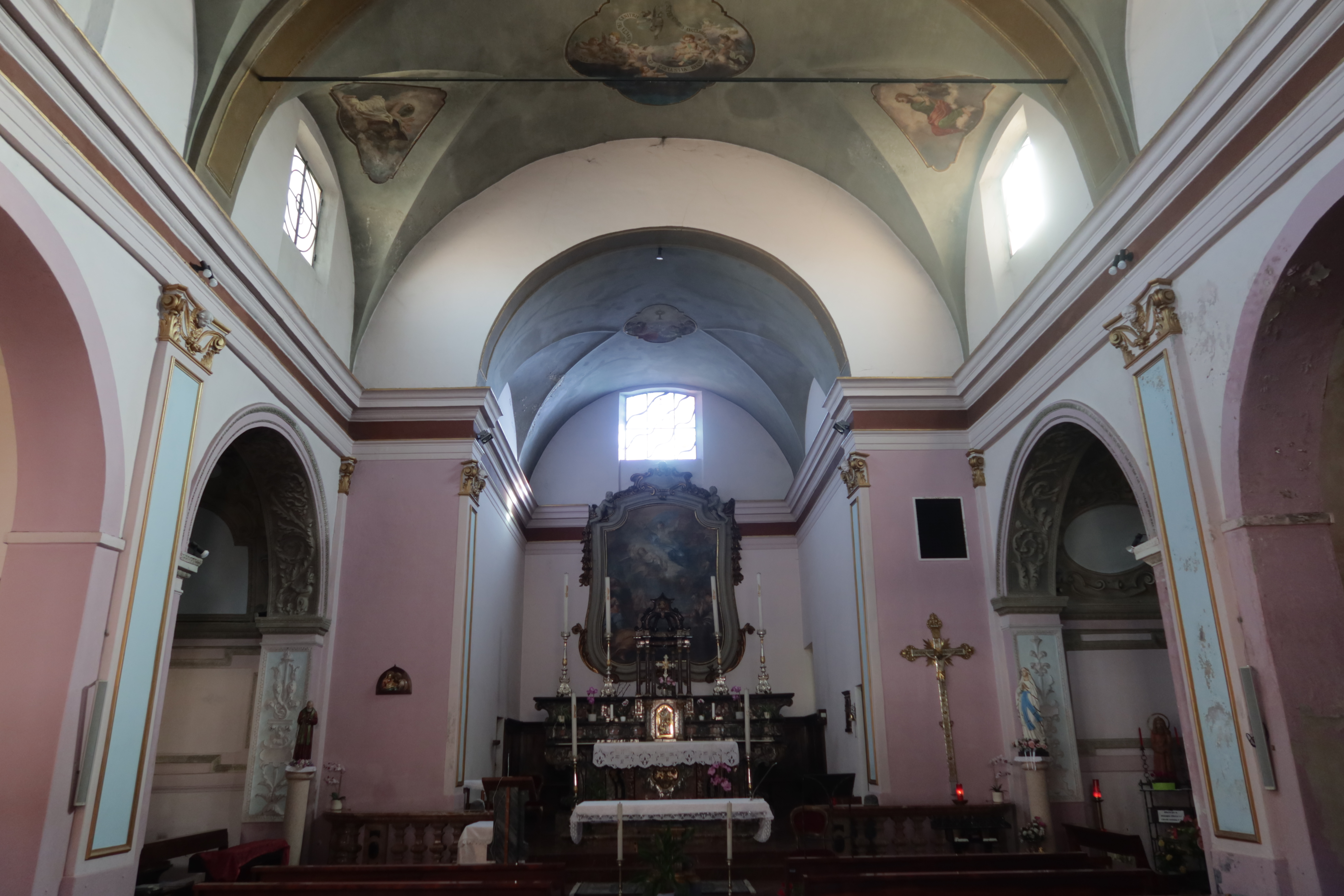
L'interno

L'interno dell'edificio si compone di tre navate, di cui le laterali composte da cappelle intercomunicanti, separate da pilastri sorreggenti degli archi a tutto sesto e abelliti da lesene con capitelli corinzi sopra le quali corre la trabeazione modanata e aggettante su cui si impostano le volte; al termine dell'aula si sviluppa il presbiterio, rialzato di alcuni gradini, delimitato da balaustre e ospitante l'altare maggiore.
Qui sono conservate diverse opere di pregio, tra le quali la pala avente come soggetto l'Assunzione di Maria Vergine, risalente al XVIII secolo, la tavola con il Sacro Cuore di Gesù, datata 1950, la statua lignea della Madonna del Rosario, intagliata nel XIX secolo, l'organo, costruito dalla ditta Mentasti, e i due affreschi raffiguranti rispettivamente le anime del Purgatorio e la fuga in Egitto, dipinti nel Sette-Ottocento.